# ماريانسكي لازني
ماريانسكي لازني (بالتشيكية : Mariánské Lázně، بالألمانية : Marienbad) هي مدينة منتجعات صحية في مقاطعة خب التابعة لإقليم كارلوفي فاري في جمهورية التشيك . يبلغ عدد سكانها حوالي 13000 نسمة. المدينة محاطة بالجبال الخضراء، وهي عبارة عن فسيفساء من الحدائق ومنازل النبلاء. تم بناء معظم مبانيها في النصف الثاني من القرن التاسع عشر وهو العصر الذهبي للمدينة عندما كان زوارها من المشاهير وكبار الحكام الأوروبيين الباحثين عن الاستمتاع بالينابيع العلاجية.

## التقسيم الإداري
تتكون ماريانسكي من المدينة وقراها المحيطة بها وهي: هامرنيكي (Hamrníky)، خوتينوف سكلارجه (Chotěnov-Skláře)، كلادسكا (Kladská)، ستانوفيشتيه (Stanoviště) وأوشوفيتسه (Úšovice).

## التاريخ
تم استدعاء المستوطنين الألمان إلى هذه المنطقة من قبل الحكام البوهيميين من سلالة برجيمسليد (Přemyslid) في القرن الثاني عشر.

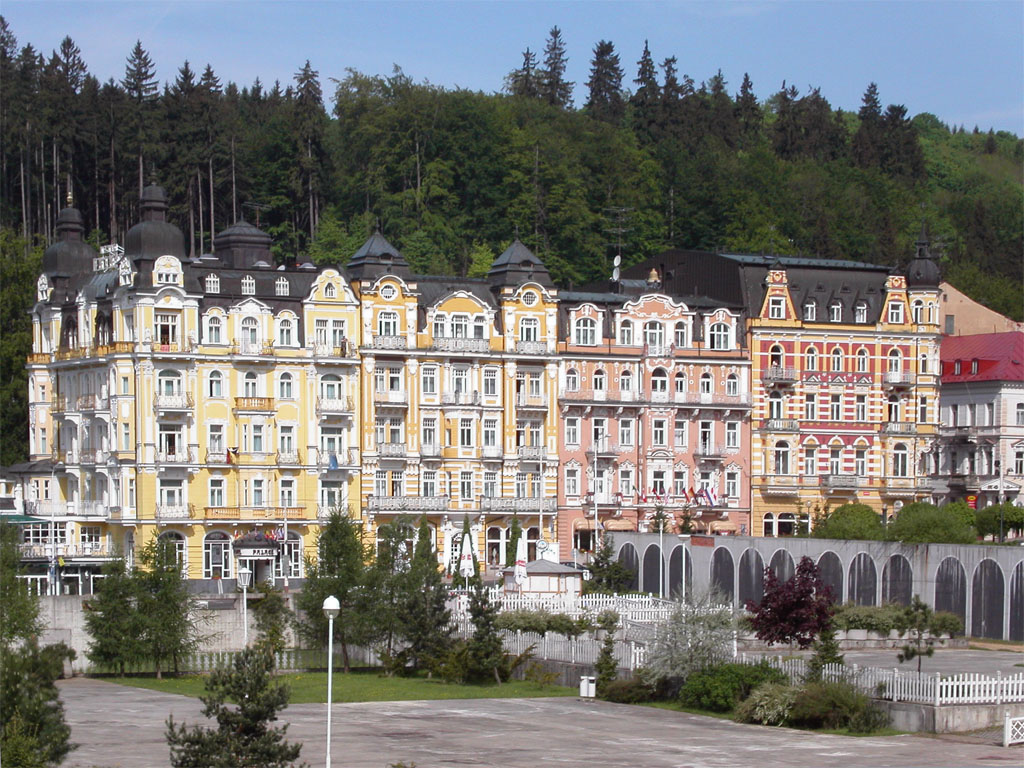
مباني نموذجية في وسط المدينة

على الرغم من أن عمر المدينة نفسها لا يتجاوز مائتي عام، إلا أن المنطقة كانت مأهولة بالسكان قبل ذلك. يعود تاريخ أول سجل مكتوب عن المنطقة إلى عام 1273 ، مذكور فيه قرية أوشوفيتسه.
أول توثيق للينابيع فيها مكتشف كان في وثيقة يرجع تاريخها إلى عام 1341 حيث أُطلق على ينابيعها اسم «ينابيع أوشوفيتزر». لم يبدأ استخدام المياه المعدنية للأغراض الطبية فيها إلا من خلال جهود الطبيب جوزيف نهر، الذي عمل بجد منذ عام 1779 حتى وفاته عام 1820 لإثبات الخصائص العلاجية للينابيع. حصل المكان على اسمه الألماني الحالي مارينباد في عام 1808 ؛ أصبحت مكانًا للعلاج بالمياه في عام 1818 ، وحصلت على ميثاقها المعترف بها كمدينة في عام 1868.
بحلول أوائل القرن العشرين، تم تصدير ما يقرب من مليون زجاجة من المياه المعدنية سنويًا من ماريانسكي.
ظهر اسم مارينباد لأول مرة عام 1786 ؛ منذ عام 1865 أصبحت مدينة. ثم جاءت فترة ثانية من النمو خلال العصر الذهبي للمدينة بين عامي 1870 و 1914 ، تم بناء أو إعادة بناء العديد من الفنادق الجديدة والأعمدة والمباني الأخرى التي صممها فريدريش زيكلر وجوزيف شافر وأرنولد هيمان وآخرين. في عام 1872 حصلت المدينة على خط سكة حديد مع مدينة خب وبالتالي مع الإمبراطورية النمساوية المجرية بأكملها وبقية أوروبا.
سرعان ما أصبحت المدينة واحدة من أفضل المنتجعات الصحية الأوروبية، ووجهة يأتيها العديد من الشخصيات البارزة والحكام. ومن بين هؤلاء أسماء مثل يوهان فولفجانج جوته ، وفريديريك شوبان ، وتوماس إديسون ، وريتشارد فاجنر أو الأمير فريدريش من ساكسونيا ، والملك إدوارد السابع ملك المملكة المتحدة ، والقيصر الروسي نيكولاس الثاني ، والإمبراطور فرانز جوزيف الأول وغيرهم. في تلك الأوقات، كان يأتي حوالي 20.000 زائر كل عام. كان أيضًا منتجعًا ومكانًا شهيرًا لقضاء العطلات للحاخامات الأوروبيين وأتباعهم، حيث كان يلبي احتياجاتهم مع مطاعم الكوشر، وخدمات الصلاة الدينية، إلخ.
ظلت ماريانسكي وجهة شهيرة بين الحرب العالمية الأولى والحرب العالمية الثانية . بعد الحرب العالمية الثانية، طُرد السكان الألمان من المدينة قسراً وفقًا لاتفاقية بوتسدام، وبالتالي أفرغت المدينة من غالبية سكانها. بعد الانقلاب الشيوعي عام 1948 ؛ تم عزلها عن معظم زوارها الأجانب. بعد عودة الديمقراطية في عام 1989 ، تم بذل الكثير من الجهد لإعادة المدينة إلى طابعها الأصلي. اليوم، ليست فقط مدينة منتجعات ولكنها أيضًا وجهة شهيرة لقضاء العطلات بفضل موقعها بين الجبال الخضراء والغابات.

### تعداد السكان
حتى طردهم في عام 1945 ، كان غالبية سكان المدينة من الألمان (انظر سوديتنلاند ). بعد ذلك، أعادت السلطات التشيكوسلوفاكية إعمار المدينة بالتشيك من المناطق النائية.
المصدر:

## أماكن شهيرة

### الينابيع المعدنية والكلونادا

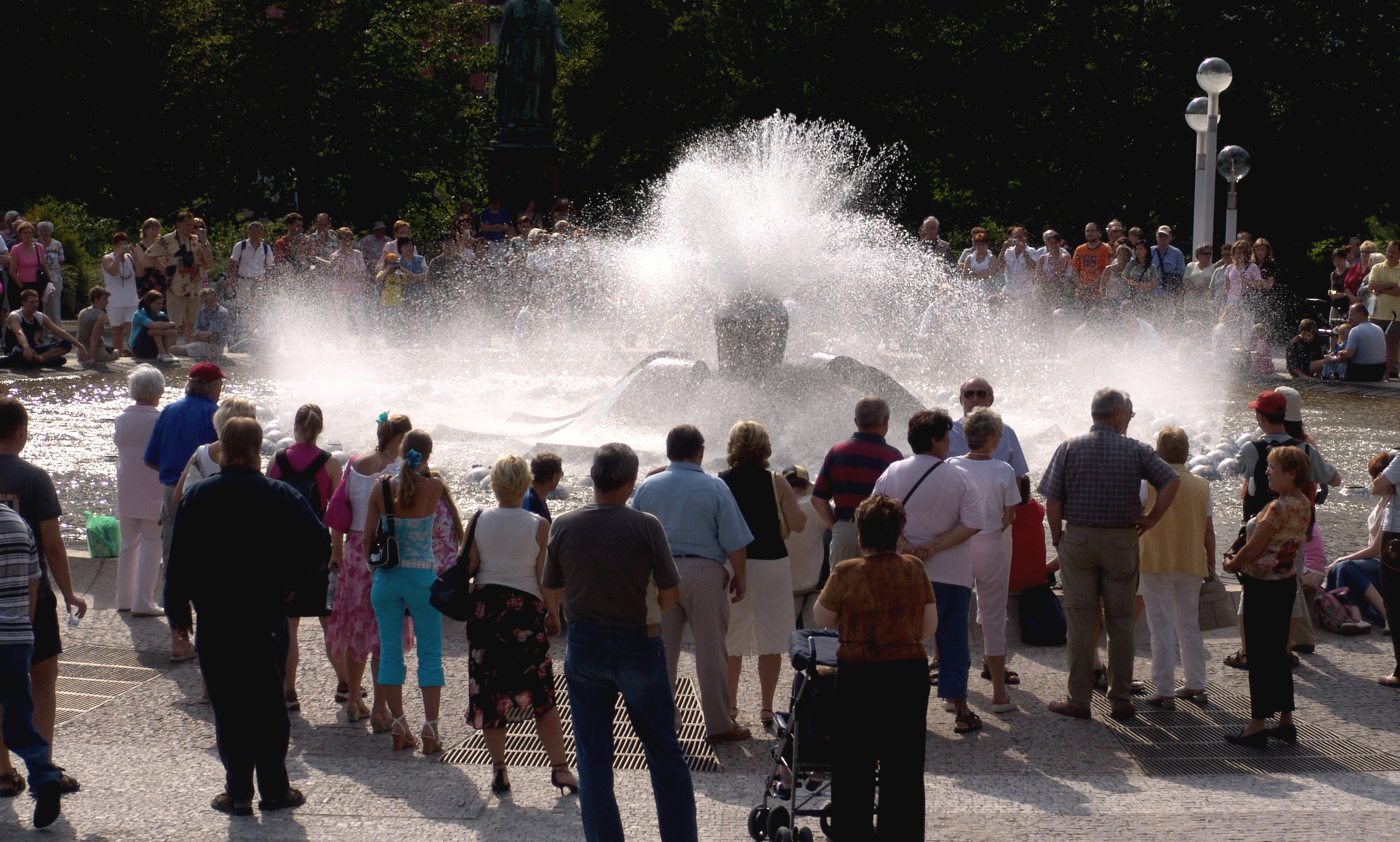
النافورة الغنائية

أهم عوامل الجذب في المدينة هي 100 ينبوعًا معدنيًا (تم استغلال 53 منها) التي تحتوي على نسبة عالية من ثاني أكسيد الكربون وغالبًا ما تحتوي أيضًا على نسبة عالية من الحديد، سواء في المدينة نفسها (40 ينبوعًا) أو في المناطق المحيطة بها. تستخدم المياه المعدنية لعلاج اضطرابات الكلى والمسالك البولية، واضطرابات الجهاز التنفسي، واضطرابات الجهاز الحركي، واضطرابات التمثيل الغذائي، واضطرابات الأورام، واضطرابات الجهاز التناسلي، بما في ذلك علاج العقم.
يتم الحفاظ على معظمها جيدًا وغالبًا ما يتم بناء الأجنحة و / أو الأعمدة حولها. أبرزها:
- ينبوع كرجيجوفي: هو الينبوع الأكثر شهرة في ماريانسكي لازني.
- ينبوع رودولف.
- ينبوع كارولين: سمي على اسم زوجة الإمبراطور فرانسيس الأول، كارولين أوغوستا .
- ينبوع فيرديناندوف.
- ينبوع أمبروجوفي.
- ينبوع الغابة.
- النافورة المغنية Zpívající fontána.

### الكنائس

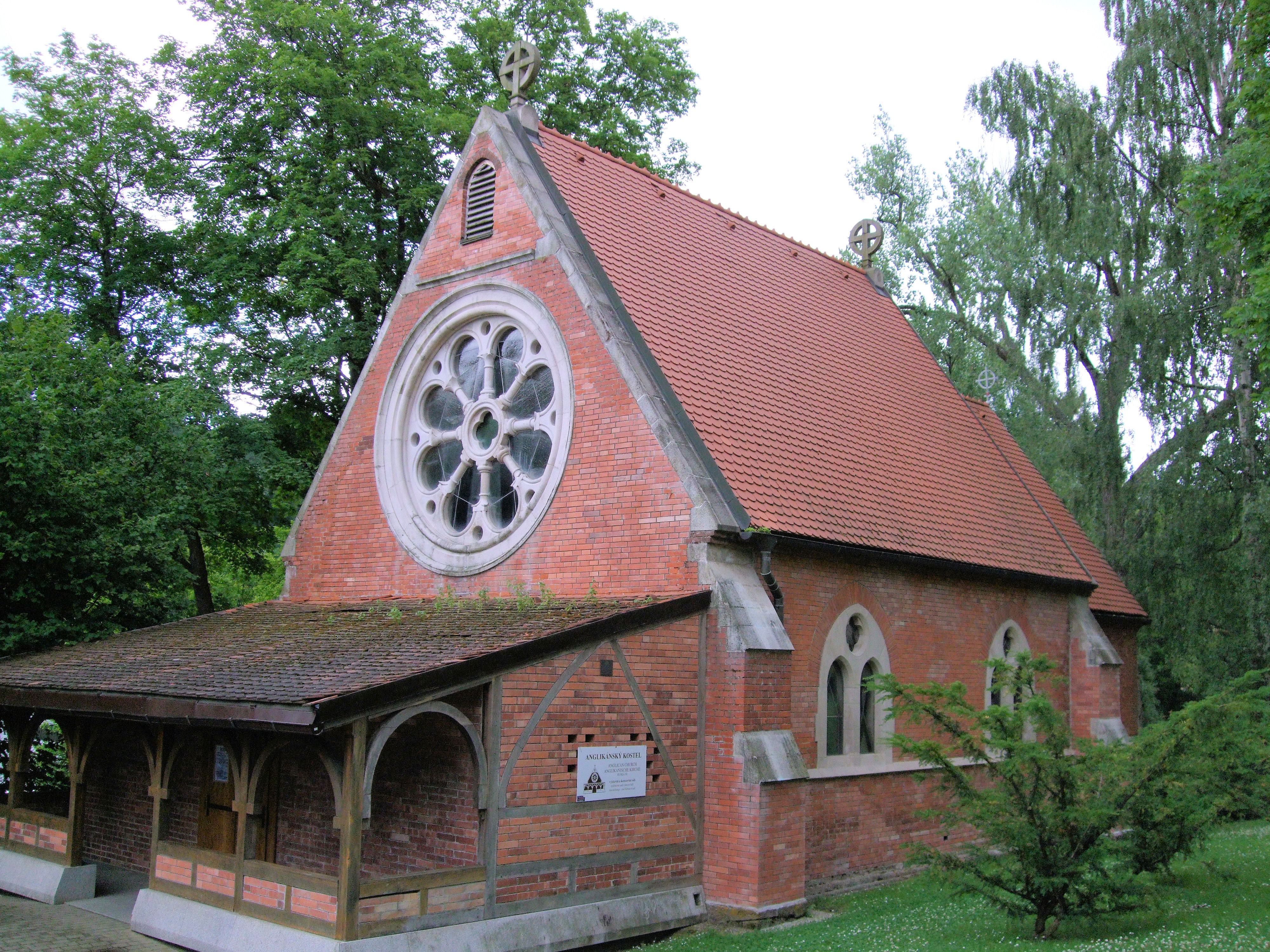
منظر للكنيسة الأنجليكانية

نظرًا لتنوع زوار المدينة، فإن المدينة تحتوي على كنائس لعدة طوائف. ومن تلك الكنائس هذه الكنيسة الأنجليكانية التي صممها المهندس المعماري الفيكتوري البارز ويليام بورغيس وأسستها السيدة آنا سكوت تخليداً لذكرى زوجها الذي توفي في ماريانسكي لازني عام 1867. شُيدت الكنيسة في عام 1879 ، قبل وقت قصير من وفاة بورغيس. لم تعد مستخدمة كمكان للعبادة وأصبحت الآن قاعة للحفلات الموسيقية.

## النقل العام

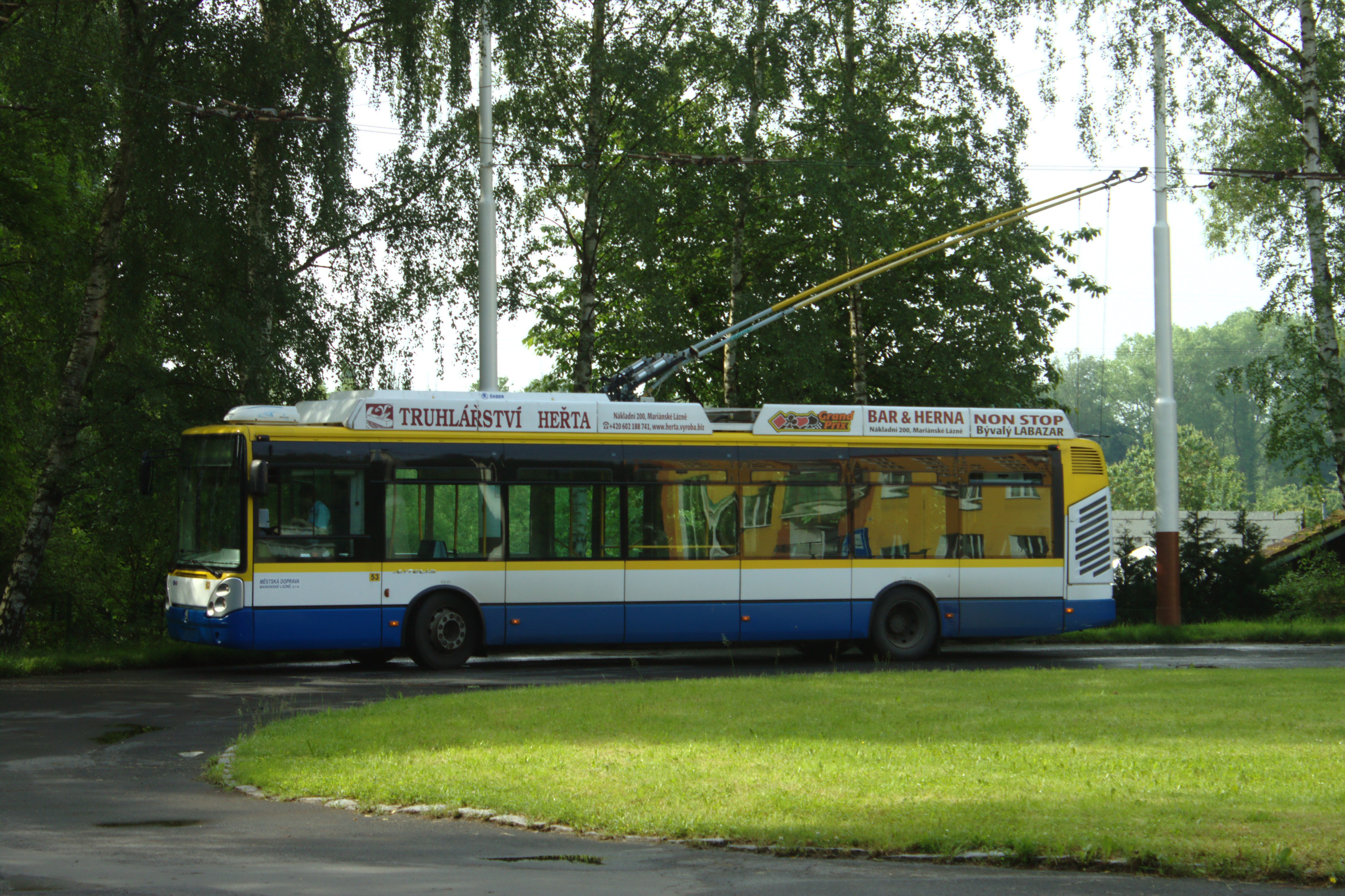
ترولي باص في ماريانسكي لازني

يتم تشغيل وسائل النقل العام في المدينة بشكل أساسي بواسطة حافلات ترولي باص مصحوبة بحافلات تخدم القرى المجاورة. يوجد حاليًا 4 خطوط ترولي باص و 4 خطوط حافلات عاملة (2016).
كان نظام ترولي باص في ماريانسكي لازني محل نزاع عدة مرات منذ أواخر التسعينيات من قبل مجلس المدينة، بدعوى ارتفاع تكاليف صيانة الشبكة. على الرغم من أن هذا صحيح، فإن مجلس البلدة الحالي يبحث عن طرق للحفاظ على تشغيل النظام ويطلب أموالًا من الدولة والاتحاد الأوروبي للحفاظ على النظام.
بالإضافة إلى ذلك، تعد ماريانسكي لازني واحدة من أصغر المدن في العالم التي تعمل بنظام ترولي باص ويمكن اعتبار ذلك عاملا من عوامل الجذب السياحي.

## رياضة
ماريانسكي لازني لديها حلبة سباقات دراجات نارية شهيرة. استضاف المكان ستة نهائيات بطل العالم للمسار الطويل وخمس جولات من سباقات Grand-Prix.

## مشاهير
- موريس لوي (1833-1907) ، عالم فلك
- فيرنر ستارك (1909-1985) ، عالم اجتماع وخبير اقتصادي
- إدوارد بيتيسكا (1924-1987) ، شاعر ومؤلف
- بيتر هوفمان (1944-2010) ، مغني ألماني
- فريتز ويتمان (مواليد 1933) ، سياسي ألماني، ولد في المنطقة
- أليكس تشيكا (مواليد 1970) ، لاعب غولف
- جاكوب فليك (مواليد 1992) ، لاعب هوكي الجليد

### الزوار البارزون
زار ماريانسكي لازني عدد من الشخصيات البارزة، من بينهم:
- إدوارد السابع ، ملك بريطاني.
- يوهان فولفجانج فون جوته ، كاتب ورجل دولة ألماني
- فريدريك شوبان ، ملحن بولندي
- ألفريد نوبل ، مبتكر سويدي
- ريتشارد فاجنر ، ملحن ألماني
- فريدريك نيتشه ، فيلسوف ألماني
- فرانز جوزيف الأول ، إمبراطور النمسا
- مارك توين ، كاتب أمريكي
- إيمي ديستين ، السوبرانو الأوبرالية
- جورج باتون ، جنرال جيش في الولايات المتحدة
- ونستون تشرشل ، رئيس وزراء بريطاني
- ليونيد شامكوفيتش ، لاعب شطرنج روسي

## معرض صور

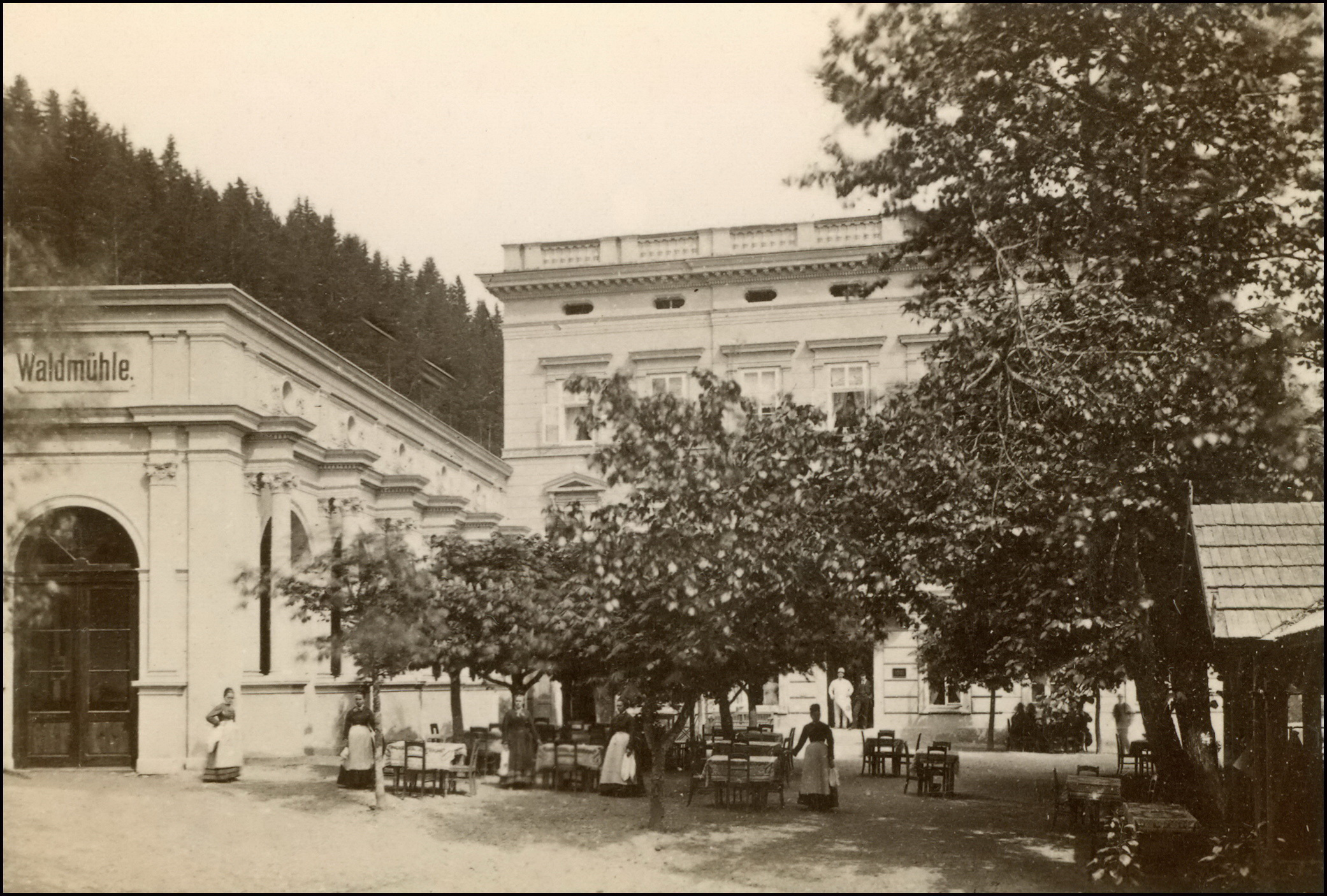
ماريانسكي لازني - مارينباد فالدمول 1890
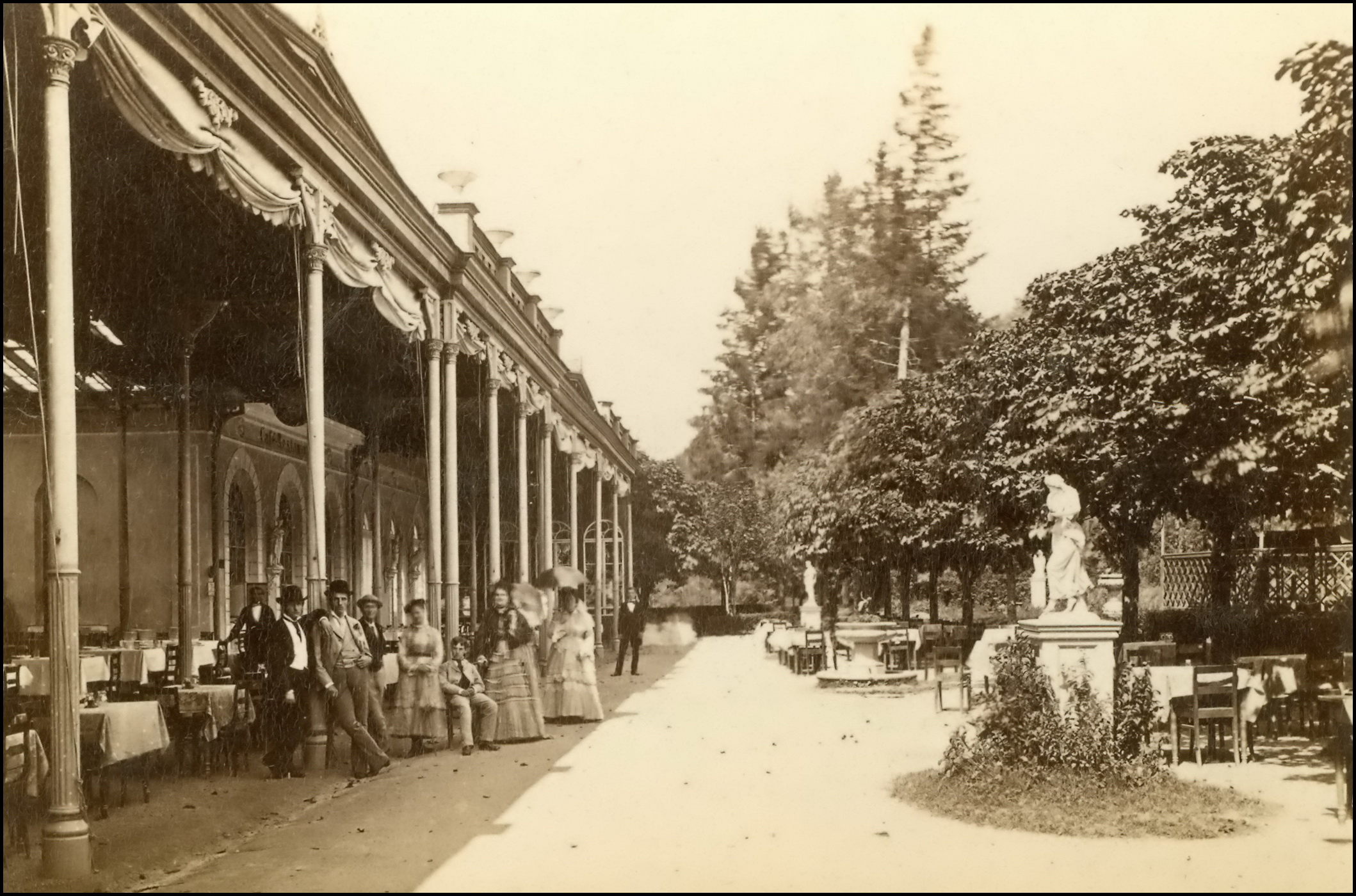
ماريانسكي لازني - مارينباد بيل فو 1890
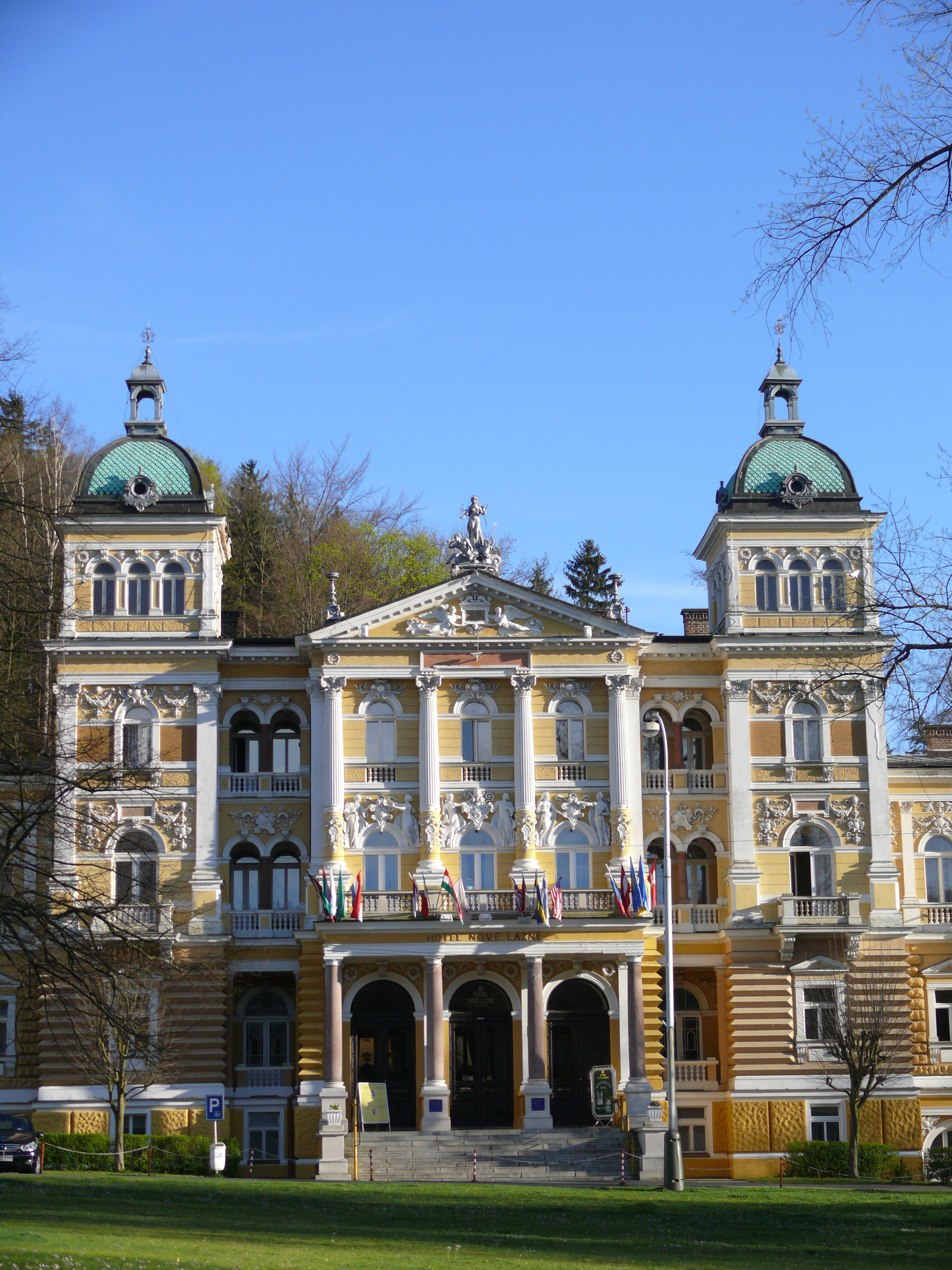
فندق Royal Hotel Nové Lázně - منزل سبا نموذجي في وسط المدينة
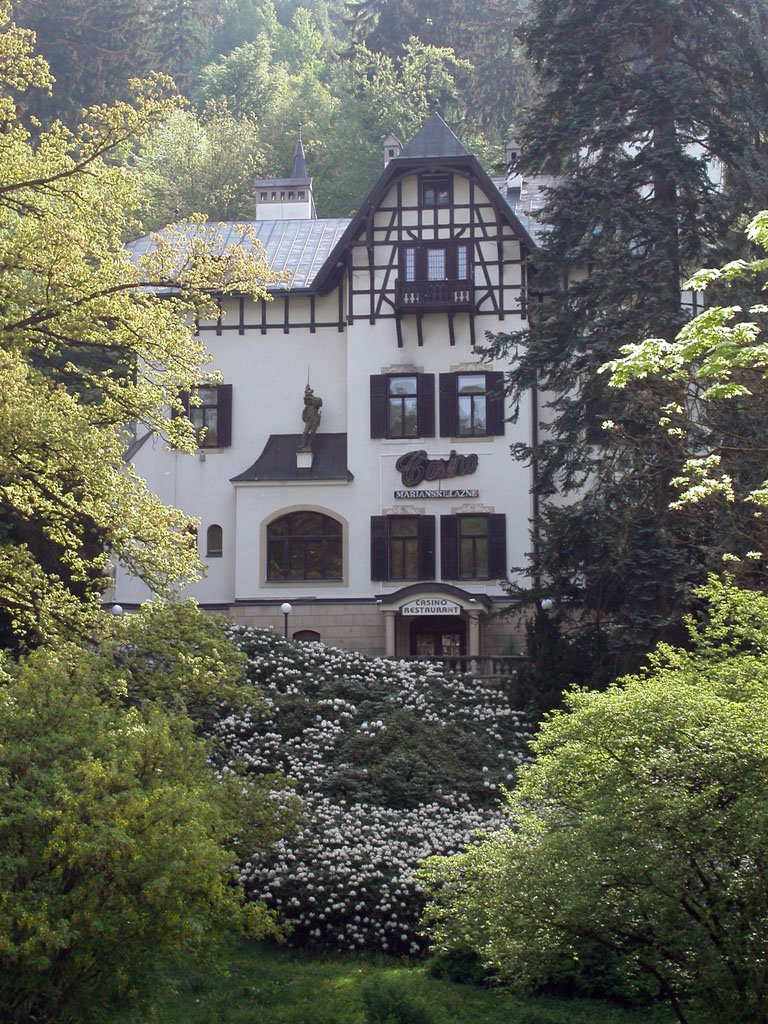
منزل نموذجي في مظلة خضراء
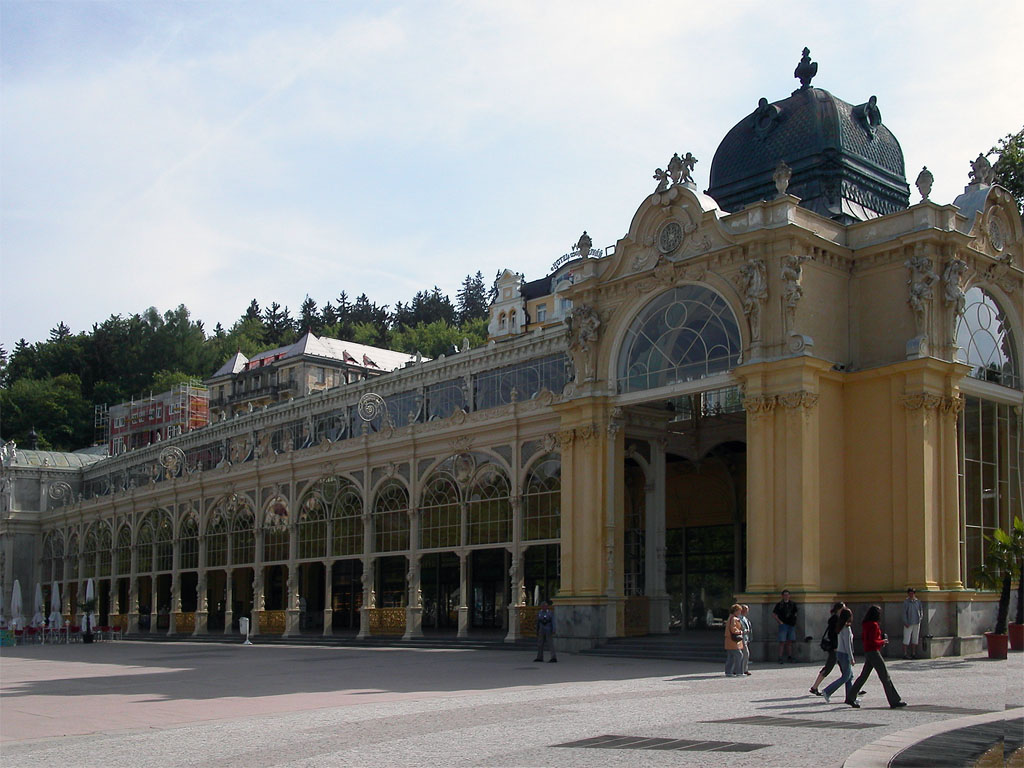
أعمدة الكلونادا الرئيسية
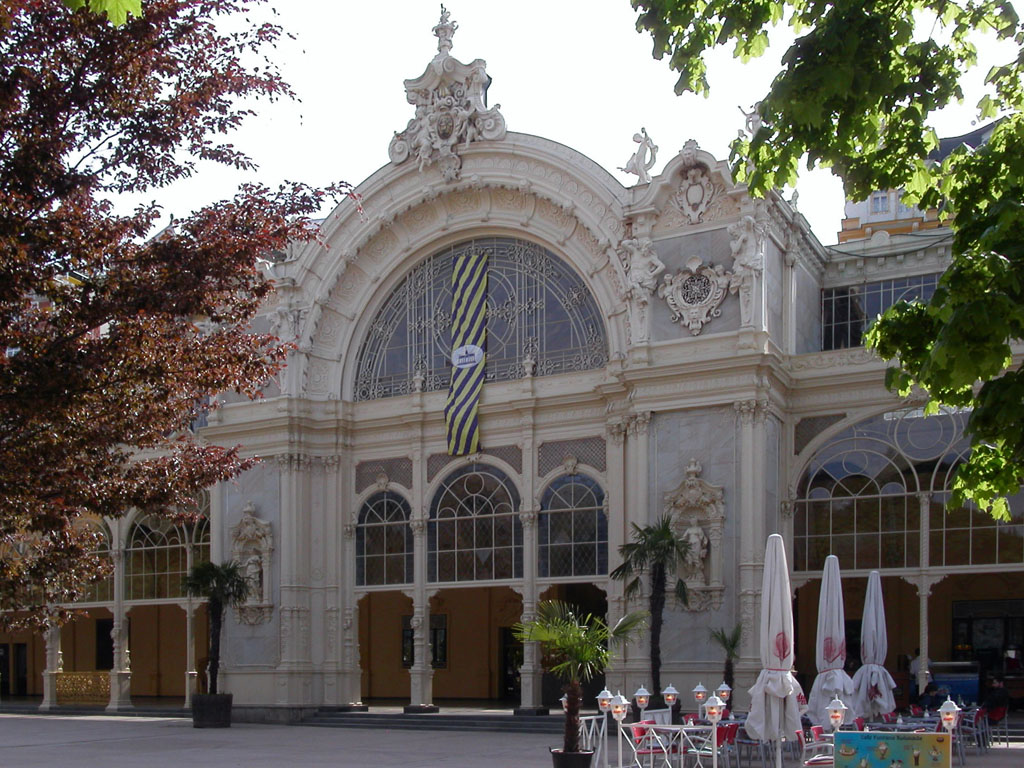
مدخل الرواق الرئيسي
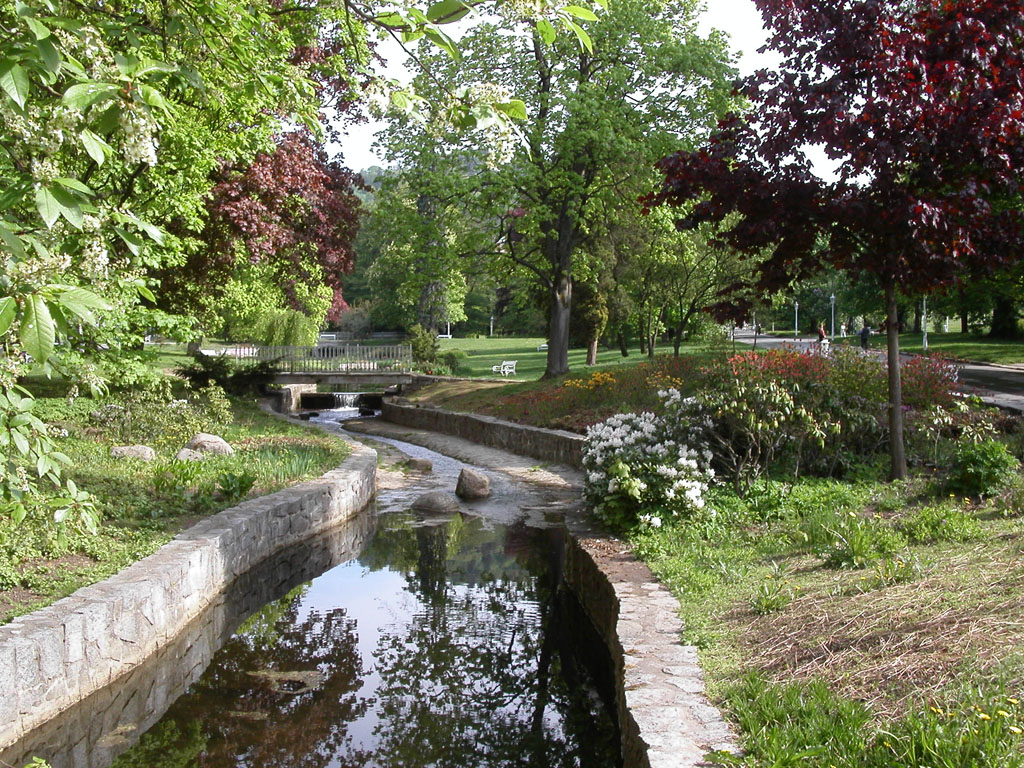
الحديقة المركزية بالقرب من فندق بوهيميا

## روابط خارجية
- الموقع الرسمي
- الموقع الرسمي للسياحة
- Marianske-Lazne.info - معلومات سياحية عن Mariánské Lázně
- الأوركسترا السيمفونية الغربية البوهيمية لماريانسكي لازني
- ماريانسكي لازني - دليل السفر (حقائق أساسية، تاريخ، معالم، رحلات ليوم واحد)
- تاريخ ماريانسكي لازني حول تاريخ المدينة (في التشيك)
- المعالم السياحية والرحلات في Mariánské Lázně المعالم السياحية ونصائح شيقة للرحلات (في Marianske Lazne)
- برامج السبا والعافية Mariánské Lázně - مشاهد ورحلات في Mariánské Lázně مشاهد ونصائح شيقة للرحلات (في ماريانسكي لازن)